# Обервиль
Оберви́ль (фр. Auberville) — коммуна во Франции, находится в регионе Нижняя Нормандия. Департамент коммуны — Кальвадос. Входит в состав кантона Дозюле. Округ коммуны — Лизьё.
Код INSEE коммуны — 14024.

## Население
Население коммуны на 2010 год составляло 487 человек.
| 1962 | 1968 | 1975 | 1982 | 1990 | 1999 | 2010 |
| ---- | ---- | ---- | ---- | ---- | ---- | ---- |
| 124  | 119  | 154  | 137  | 155  | 213  | 487  |

## Экономика
В 2010 году среди 308 человек трудоспособного возраста (15—64 лет) 238 были экономически активными, 70 — неактивными (показатель активности — 77,3 %, в 1999 году было 72,6 %). Из 238 активных жителей работали 218 человек (111 мужчин и 107 женщин), безработных было 20 (11 мужчин и 9 женщин). Среди 70 неактивных 25 человек были учениками или студентами, 34 — пенсионерами, 11 были неактивными по другим причинам.